# Song Jiayuan
Song Jiayuan (chinesisch 宋佳媛; * 15. September 1997 in Shanghai) ist eine chinesische Leichtathletin, die sich auf das Kugelstoßen spezialisiert hat. In dieser Disziplin wurde sie 2023 Asienmeisterin und gewann 2024 eine olympische Bronzemedaille.

## Sportliche Laufbahn
Erste internationale Erfahrungen sammelte Song Jiayuan bei den U20-Weltmeisterschaften 2016 in Bydgoszcz, bei denen sie mit 16,36 m die Silbermedaille gewann. 2019 gewann sie bei den Asienmeisterschaften in Doha mit 17,70 m die Bronzemedaille hinter ihrer Landsfrau Gong Lijiao und Noora Salem Jasim aus Bahrain. Anschließend nahm sie an der Sommer-Universiade in Neapel teil und wurde dort mit einer Weite von 16,92 m Achte. Anfang Oktober schied sie bei den Weltmeisterschaften in Doha mit 17,24 m in der Qualifikation aus. 2021 erreichte sie bei den Olympischen Spielen in Tokio das Finale und belegte dort mit einer Weite von 19,14 m den fünften Platz. Im Jahr darauf gelangte sie bei den Weltmeisterschaften in Eugene mit 19,57 m im Finale auf Rang sechs. 2023 siegte sie mit 18,88 m bei den Asienmeisterschaften in Bangkok sowie anschließend mit 18,56 m bei den World University Games in Chengdu. Kurz darauf belegte sie bei den Weltmeisterschaften in Budapest mit 18,90 m im Finale den elften Platz. Ende September gewann sie bei den Asienspielen in Hangzhou mit 18,92 m die Silbermedaille hinter ihrer Landsfrau Gong Lijiao. Im Jahr darauf wurde sie bei der Diamond League Shanghai mit 19,83 m Dritte und gewann im August bei den Olympischen Sommerspielen in Paris mit 19,32 m im Finale die Bronzemedaille hinter der Deutschen Yemisi Ogunleye und Maddison-Lee Wesche aus Neuseeland.
2025 gewann sie bei den Asienmeisterschaften in Gumi mit einer Weite von 17,78 m die Silbermedaille hinter ihrer Landsfrau Ma Yue.
2024 wurde Song chinesische Meisterin im Kugelstoßen.